# Wolfram Krempel
Wolfram Krempel (* 6. Juli 1936 in Chemnitz; † 5. Juni 2020 in Ingolstadt) war ein deutscher Film- und Theaterregisseur sowie Theaterintendant.

## Leben und Wirken
Krempel machte 1954 sein Abitur und erhielt anschließend eine Ausbildung an der Staatlichen Schauspielschule in Berlin. 1959 arbeitete er als Schauspieler und Regieassistent am Hans Otto Theater in Potsdam.
1960 wurde er Regieassistent am Deutschen Theater Berlin unter den Regisseuren Wolfgang Heinz und Wolfgang Langhoff. 1965 erhielt er einen Regievertrag am Maxim-Gorki-Theater. Er inszenierte hier Max Frischs Don Juan oder Die Liebe zur Geometrie und 1967 die Uraufführung von Rainer Kerndls Die seltsame Reise des Alois Fingerlein.
1967 wurde er Schauspieldirektor an den Städtischen Bühnen Karl-Marx-Stadt. Er inszenierte unter anderem Schatrows Bolschewiki, Schillers Kabale und Liebe und Weisenborns Die Illegalen.
1970 kehrte er an das Maxim-Gorki-Theater zurück. Regiearbeiten waren die Jugendrevue Wenn Knospen knallen, Schwarz’ Das gewöhnliche Wunder (1973, später auch in Augsburg), Kerndls Die lange Ankunft des Alois Fingerlein, die Uraufführung von dessen Der Georgsberg und die Uraufführung von Karl-Herrmann Roehrichts Familie Birnchen. Großen Erfolg mit über 250 Vorstellungen hatte Peter Hacks’ Ein Gespräch im Hause Stein über den abwesenden Herrn von Goethe. Weitere Inszenierungen waren die Uraufführung von Hacks’ Rosie träumt (1975), Horváths Kasimir und Karoline, die Uraufführungen von Jürgen Groß’ Stücken Match und Geburtstagsgäste, Arbusows Altmodische Komödie sowie am 7. November 1986 Alexander Galins Testamente.
Als Gastregisseur inszenierte Krempel am Theater Augsburg Tschechows Die Möwe (1984), Gorkis Wassa Schelesnowa (1987) und Friedrich Wolfs Beaumarchais (1990) sowie am Stadttheater Bern unter anderem Gorkis Kleinbürger.
1995 wurde er Intendant am Stadttheater Ingolstadt als Nachfolger von Ernst Seiltgen. 1998 eröffnete er das Theater am Turm Baur, das heute unter dem Namen „Kleines Haus“ vor allem als Spielort für Gegenwartsdramatik, Kammerspiele und experimentelle Theaterformen genutzt wird.
Inszenierungen in Ingolstadt waren unter anderem Kabale und Liebe (1997) und Ibsens Nora (1998). Aus Altersgründen übergab er die Leitung des Theaters 2001 an Peter Rein.
Zuletzt lebte Krempel im Ingolstädter Stadtteil Etting.

## Theater (Regie)
- 1966: Max Frisch: Don Juan oder Die Liebe zur Geometrie – (Maxim-Gorki-Theater Berlin)
- 1969: Michail Schatrow: Bolschewiki – (Schauspielhaus Karl-Marx-Stadt)

## Filmografie
- 1965: Ein Monat auf dem Lande (Fernsehfilm)
- 1969/1977: Die seltsame Reise des Alois Fingerlein (Theateraufzeichnung)
- 1978: Die Urlauber (Fernsehfilm)
- 1981: Die lange Ankunft des Alois Fingerlein (Fernsehfilm)

## Auszeichnungen
- 1980: Kunstpreis der DDR[4]